# Паломеро
Паломеро (ісп. Palomero) — муніципалітет в Іспанії, у складі автономної спільноти Естремадура, у провінції Касерес. Населення — 450 осіб (2010).
Муніципалітет розташований на відстані близько 220 км на захід від Мадрида, 85 км на північ від Касереса.

## Демографія
Динаміка населення (INE ):